# 和田峠 (長野県)
和田峠（わだとうげ）は、中山道（中仙道）の峠で、長野県小県郡長和町と諏訪郡下諏訪町の間にある。最大標高1,531m。

## 地理
筑摩山地を越える峠の一つ。中央分水界にあり、峠の北側は千曲川を経る信濃川水系で水は日本海に注ぎ、峠の南側は諏訪湖を経る天竜川水系で水は太平洋に注ぐ。

### 地質
縄文時代には黒曜石の産出地として利用され、石鏃に加工された。黒曜石を加工して作られた鏃（やじり）が、和田峠から直線距離で650km離れた北海道木古内町の遺跡からも発見されており、縄文時代には峠付近が交易の出発点であったことが示されている。現在でも黒曜石は地元名産の石材やアクセサリーの材料等として扱われている。満礬柘榴石の産地でもあるが、乱獲防止のために現在は採集禁止である。

## 交通路の変遷

### 江戸時代の歴史
中山道は、江戸幕府によって整備された街道であり、平均すると2里程度の間隔で宿場町が置かれていたが、この和田峠は険しい山の中にあり、峠の江戸側の和田宿と京都側の下諏訪宿の間隔は実に5里半弱と長い。冬季の降雪も多く、中山道最大の難所とされていた。このため、途中に何箇所か旅人のための避難所や茶屋が設けられていたほどである。これらの茶屋は「西餅屋（下諏訪宿側）」「東餅屋（和田宿側）」「接待（和田宿側）」などと呼ばれ、いまでも地名にその名を残している。
1864年12月18日（元治元年11月20日）、和田宿から下諏訪宿へ向かって峠を通過した水戸浪士天狗党と高島藩・松本藩連合軍がこの地で交戦し、天狗党が勝利した（和田峠の戦い）。

### 明治〜昭和時代（戦前）
江戸時代の中山道は徒歩道であり、国の史跡としての指定を受け、一部は散策路として整備されている。国道142号旧道は、徒歩道とは微妙に異なるルートを通っている（最大300mほど離れている）。
1876年に、旧来の街道に代わって現存するトンネルの真上を経由する紅葉橋新道が開削され、交通はそちらに移った。これがほぼ国道142号旧道のルートにまで踏襲されることになる。
それでも高地で冬期の通行が困難であることは変わりなく、大正時代以降自動車通行を可能とする程度の整備が図られるようになり、1933年には現存する和田峠トンネルが開通している。

### 昭和時代（戦後）以後

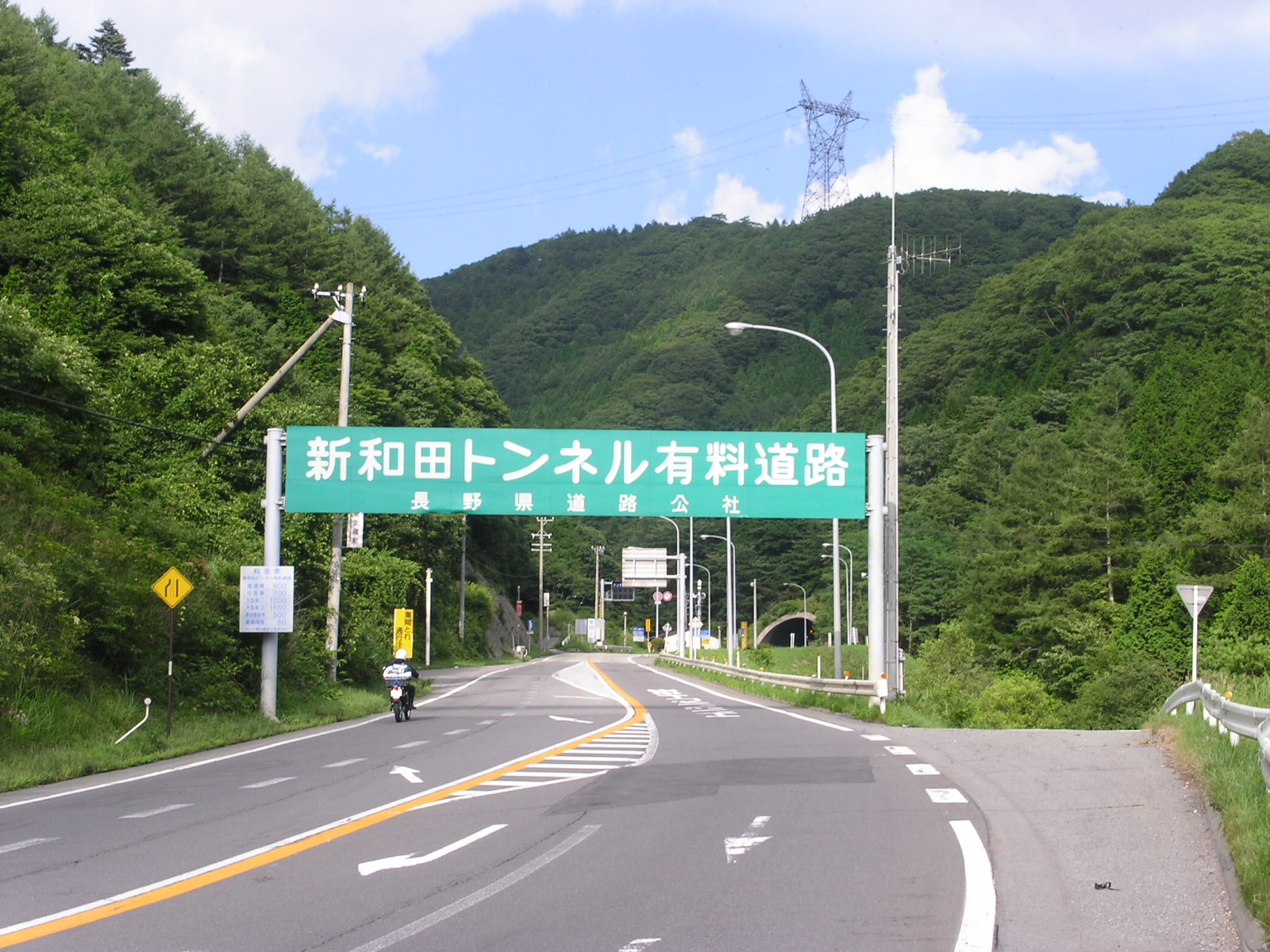
新和田トンネル（下諏訪側）

1953年には和田峠を含む前後の区間が国道142号に指定された。和田峠トンネルは戦前戦後を通じ、坑口のコンクリート覆いを延伸するなどの対策で積雪等への対処が図られてきたが、幅員は自動車1台分強と狭いままで、現在は信号機を設置して交互通行するようにされている。
国道142号に昇格してからの和田峠は、対向2車線を確保できない狭隘ぶりから、年々増加する自動車交通を捌ききれなくなった。そのため、代替路として大きくルートを変え、低い標高の新和田トンネルで貫通する新和田トンネル有料道路（2022年に無料化）が1978年に開通したことで、旧道は幹線道路としての役割を終えた。旧道の国道指定は解除されていないものの、現在の幹線自動車交通の大半は新トンネル経由の新道で賄われている。
また、尾根道のビーナスライン（旧霧ヶ峰有料道路）が旧中山道と交わるかたちで通っており、旧道のトンネルの長和側出口付近で接続されている（ビーナスラインが有料だった頃は料金所が設置されていた）。この連絡もあって、旧道は観光道路としての性格が強くなっている。

## 史跡・見どころ
- 「唐沢の一里塚」和田宿から和田峠への途中、旧唐沢村の街道付け替えにより取り残される形になった古中山道に当時のままの両塚が残る。日本橋から51番目[5]。
- 「広原の一里塚」和田峠東餅屋の江戸方に両塚が残る。接待からこの一里塚までを長坂という。日本橋から52番目[6]。
- 東餅屋
- 永代人馬施行所
- 青山士（あおやまあきら）発案のエスペラント語の碑文　[Por la Vojo de la Homaro.＝人類の願望の為め][Kun Penoj de la Homaramo.＝人類愛の努力をもって]
- 湧水「黒耀の水」（新和田トンネル長和側出口近く）
- 浪人塚（水戸浪士の墓）

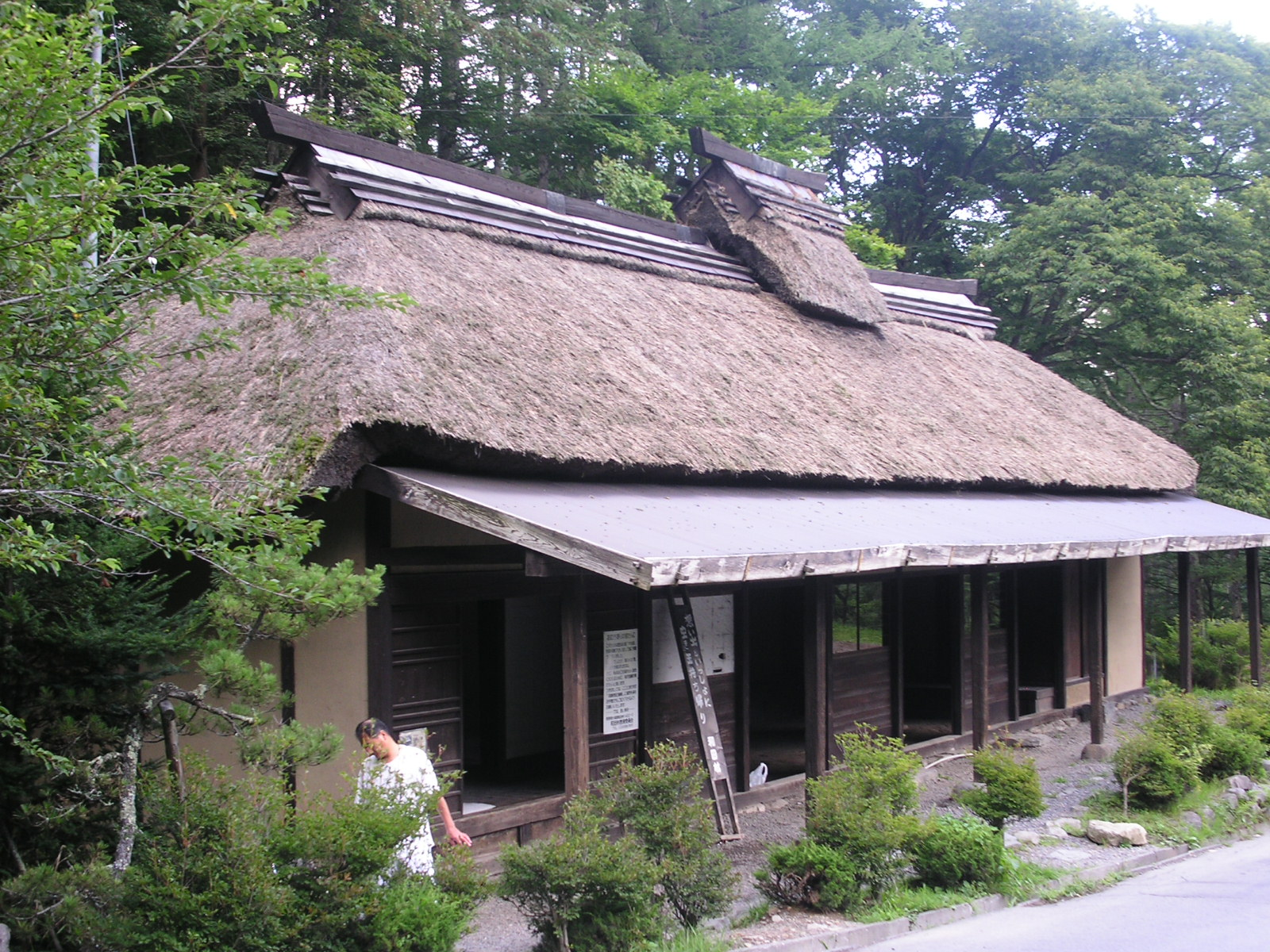
接待（和田宿側）
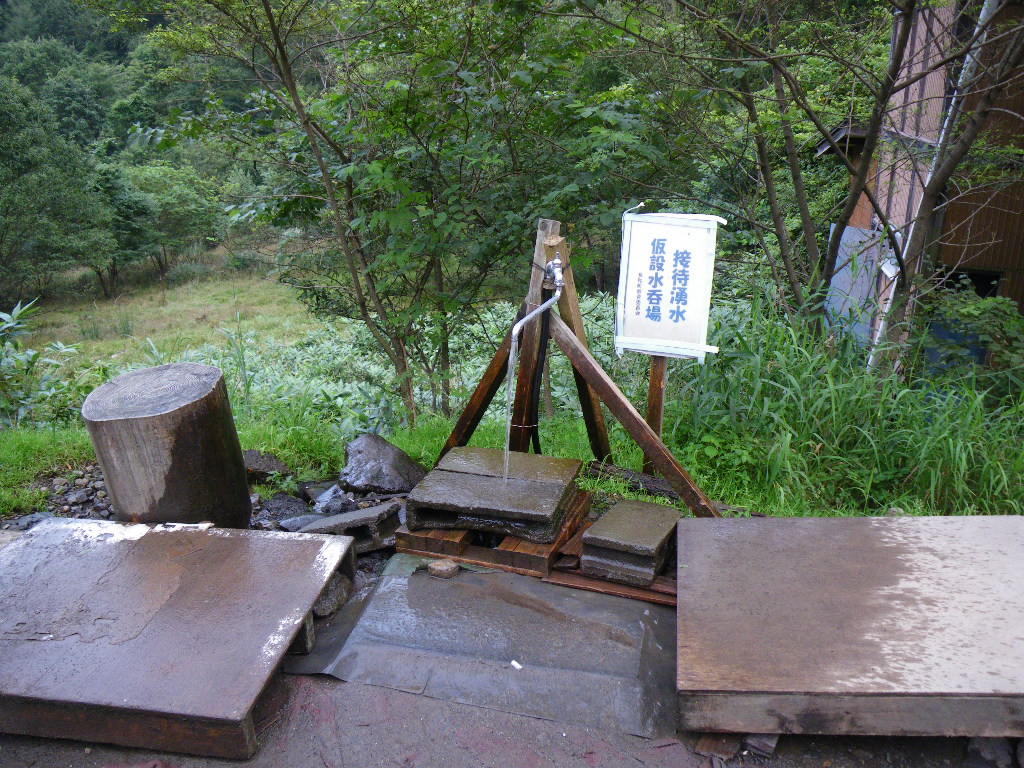
水汲み場（接待）
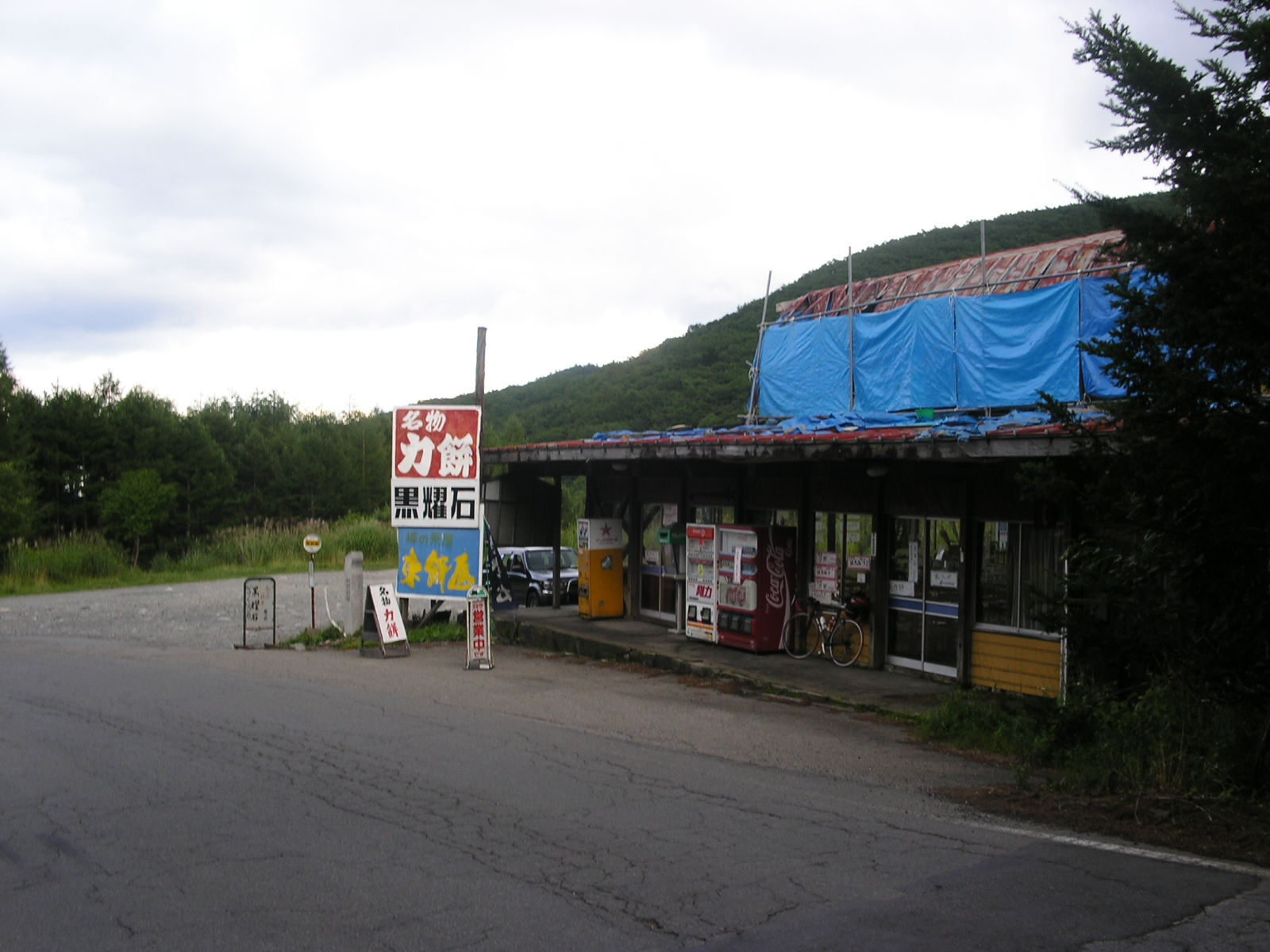
東餅屋

## その他

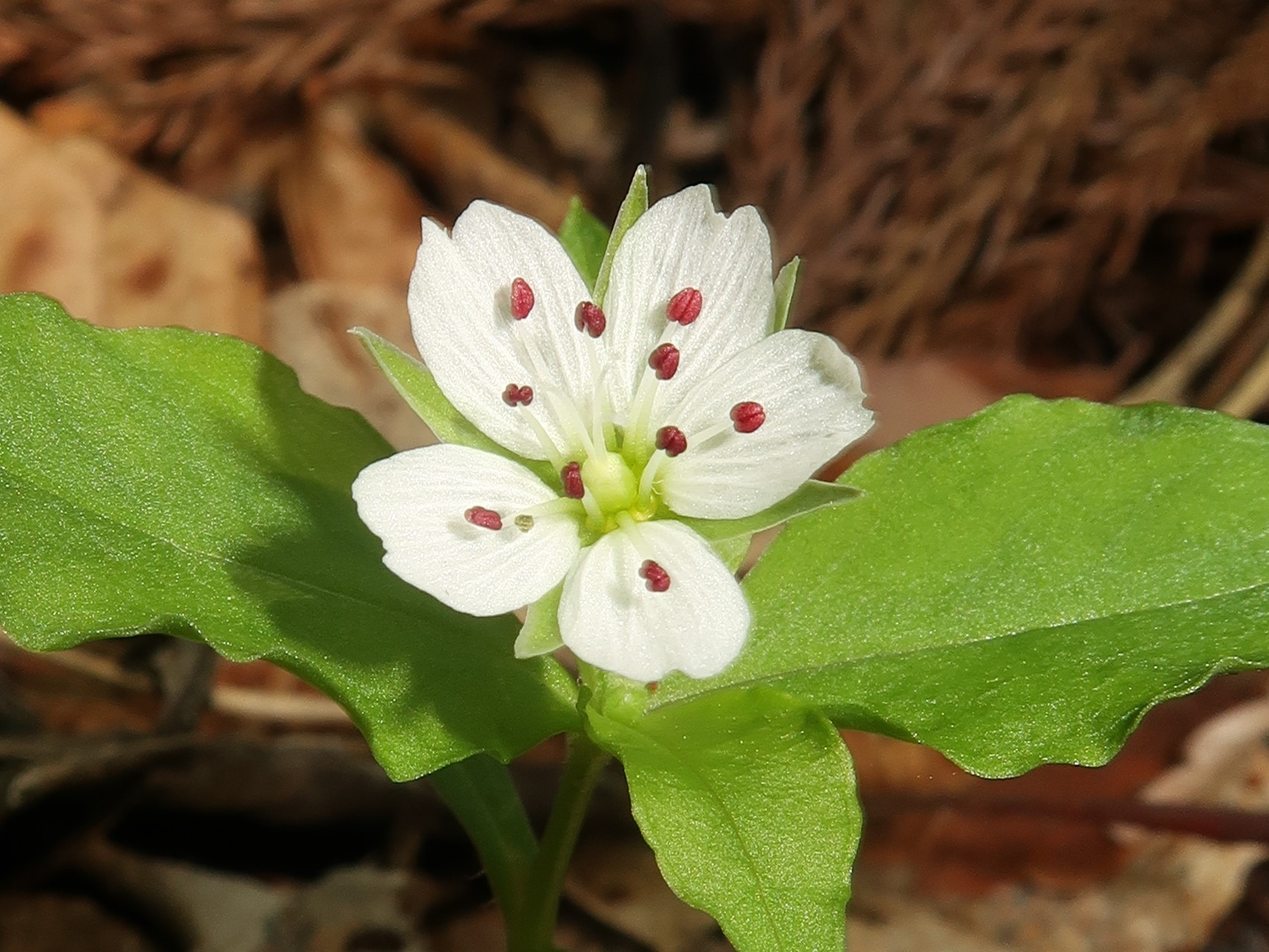
ワダソウの花（福島県にて撮影）

ナデシコ科の多年草である「ワダソウ」（和田草）は、長野県の和田峠で多く見られることから名付けられた。

## 隣の宿
中山道　和田宿 - （和田峠） - 下諏訪宿